# Pangsha
Pangsha (en bengali : পাংশা) est une upazila du Bangladesh dans le district de Rajbari. En 1991, on y dénombrait 316 752 habitants.